# Zarzir
Zarzir (hebrejsky זַרְזִיר,arabsky زرزير, v oficiálním přepisu do angličtiny Zarzir) je místní rada (malé město) v Izraeli, v Severním distriktu.

## Geografie
Leží v Dolní Galileji v nadmořské výšce 187 metrů, nedaleko od severozápadního okraje pohoří Harej Nacrat (Nazaretské hory), které v tomto regionu přechází do pahorkatiny oddělující údolí Bejt Netofa a Jizre'elské údolí. Město samotné je rozloženo na několika pahorcích, z nichž nejvýraznější je vrch Giv'at Zarzir, na kterém je situována místní část Ghrifat. Na pahorku Giv'at Šimšit stojí místní část al-Hajb. Menší vyvýšenina Giv'at Bar leží na východním okraji města. Západně od obce stojí v severojižním směru kopcovitý hřeben Giv'at Chacir, podél jehož východního úpatí směřuje do Jizre'elského údolí vádí Nachal Šimron. Na severní straně protéká zalesněnou krajinou vádí Nachal Cipori.
Město se nachází cca 83 kilometrů severovýchodně od centra Tel Avivu a cca 23 kilometrů jihovýchodně od centra Haify, v hustě osídleném a zemědělsky intenzivně využívaném pásu, přičemž osídlení v tomto regionu je etnicky smíšené. Vlastní Zarzir obývají izraelští Arabové respektive Beduíni. V okolí leží muslimská, křesťanská i židovská sídla. Na východě například na Zarzir přímo navazuje židovská vesnice Giv'at Ela. Město je na dopravní síť napojeno pomocí dálnice číslo 77.

## Dějiny
Zarzir (někdy též uváděno jako Bejt Zarzir) získal jméno podle kopce Giv'at Zarzir, kde původně tábořili Beduíni, kteří později vytvořili nynější obec. Ta vznikla v 70. letech 20. století jako plánovitě zakládané sídlo, které mělo nahradit polokočovný životní styl Beduínů trvalou zástavbou. V obci se usadily beduínské kmeny Ghrifat (ערב-אל-ח'ריפאת), Džavamis (ערב-אל-ג'ואמיס), Mazarib (ערב-אל-מזאריב) a Hajb (ערב-אל-הייב). Tomuto klanovému rozdělení odpovídá i urbanistická podoba obce, která sestává z několika izolovaných sídelních skupin. Původní plán přitom předpokládal daleko těsnější integraci jednotlivých kmenů.
V obci v současnosti funguje sedmnáct mateřských škol, tři základní školy a střední škola. Základní vzdělávání zůstává rozděleno podle kmenových skupin.
Ekonomika obce je založena zčásti na zemědělství (chov ovcí a skotu). Část obyvatel slouží v izraelských bezpečnostních složkách (armáda, policie). Počátkem 21. století byl Omar Hajb z obce Zarzir odsouzen do vězení za špionáž ve prospěch libanonského hnutí Hizballáh. Omar Hajb byl přitom důstojníkem izraelské armády. Podle obecního imáma cca 60 % obyvatel Zarziru nesouhlasilo s praxí, kdy Beduíni slouží v izraelské armádě. Sám imám byl propuštěn ze služeb ministerstva obrany, když odmítl sloužit muslimský obřad na pohřbu beduínského vojáka zabitého ve službě pro izraelskou armádou.
V roce 1996 byla vesnice Zarzir povýšena na místní radu (malé město).

## Demografie
Zarzir je zcela arabským městem. Podle údajů z roku 2005 tvořili arabští muslimové 100 % populace. Jde o menší sídlo vesnického typu. K 31. prosinci 2017 zde žilo 7800 lidí.
| Rok            | 1961 | 1983  | 1995  | 1998  | 1999  | 2000  | 2001  | 2002  | 2003  | 2004  | 2005  | 2006  | 2007  | 2008  | 2009  | 2010  | 2011  | 2012  | 2013  | 2014  | 2015  | 2016  | 2017  |
| -------------- | ---- | ----- | ----- | ----- | ----- | ----- | ----- | ----- | ----- | ----- | ----- | ----- | ----- | ----- | ----- | ----- | ----- | ----- | ----- | ----- | ----- | ----- | ----- |
| Počet obyvatel | 900  | 2 800 | 5 200 | 5 100 | 5 200 | 5 400 | 5 600 | 5 800 | 5 900 | 6 100 | 6 300 | 6 500 | 6 600 | 6 761 | 6 415 | 6 600 | 6 700 | 6 900 | 7 100 | 7 200 | 7 500 | 7 600 | 7 800 |